# Giornata (Einheit)
Die Giornata, oder das Tagwerk, war ein italienisches Feldmaß. Das Maß  galt auf Sizilien,  in den Provinzen Piemont und Savoyen, aber auch in Turin. Auch galt das Maß in Ragusa. 
Das sizilianische Maß war
- 1 Giornata = 100 Tavole/Pertiche quadrate = 400 Quadrat-trabucci = 38,009588 Ar

Etwas anders war das Maß in Biella. Hier war eine Giornata um 4 Tavole kleiner.
In Cattaro in Ragusa nannte man sie Giornata d’ arare und sie entsprach 2 ½ dalmatinischen Campi Padovani.
- 1 Giornata = 16,2516 Ar